# Gustav Einecke
Gustav Einecke (* 10. Februar 1877 in Schönebeck; † 23. November 1968 in Weilburg) war ein deutscher Hochschullehrer, Bergwerksdirektor und Fachschriftsteller.

## Leben
Gustav Einecke absolvierte nach dem Abitur am Gymnasium in Magdeburg ein Studium an der Bergakademie Berlin und der Friedrich-Wilhelms-Universität zu Berlin sowie an der Handelshochschule in Frankfurt am Main.
Er promovierte 1906 zum Dr. phil. und war Bergassessor bei der Geologischen Landesanstalt und hatte einen Lehrstuhl an der Bergakademie in Berlin.
Einecke wechselte in das Revier des Saarlandes und wurde 1910 Berginspektor bei der Berginspektion Friedrichsthal, die zur Bergwerksdirektion Saarbrücken gehörte.

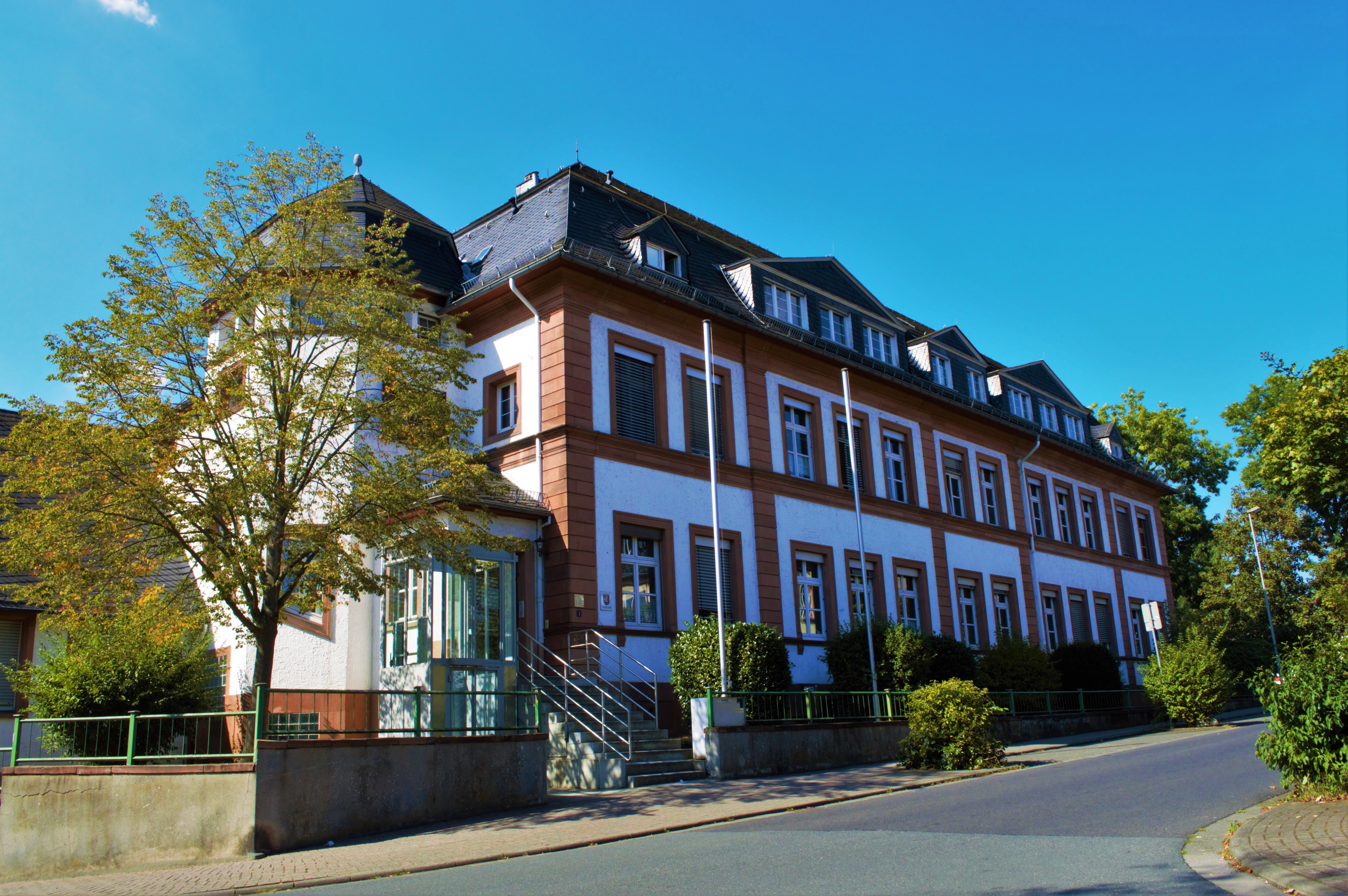
Ehemalige Kruppsche Bergverwaltung in Weilburg

Von 1916 an war Einecke als Bergwerksdirektor Vorsteher der Friedrich Kruppschen Bergverwaltung und von 1924 auch Direktor des Tochterunternehmens  Sieg-Lahn-Bergbaugesellschaft, Betreiber der Grube Zollhaus.
Er unternahm zahlreiche geologische und bergmännischen Studienreisen durch Europa, Afrika und Asien.

### Schriften (Auswahl)
- 1907 Der Eisenerzbergbau und der Eisenhüttenbetrieb an der Lahn, Dill und in den benachbarten Revieren
- 1932 Der Berg- und Hüttenbetrieb im Lahn- und Dillgebiet und in Oberhessen
- 1950 Die Eisenerzvorräte der Welt und der Anteil der Verbraucher- und Lieferländer an deren Verwertbarkeit
- 1956 Die Flussspatlagerstätten der Welt : ihr Vorkommen und ihre Verwertung